# 8 Syberyjski Pułk Strzelców (Imperium Rosyjskie)
8 Syberyjski pułk strzelców (ros. 8-й Сибирский стрелковый полк) – oddział piechoty armii Imperium Rosyjskiego.

## Charakterystyka
Sformowany w 1883'. Stacjonował między innymi w m. Barabasz.

 W przededniu I wojny światowej pułk etatowo posiadał cztery bataliony po cztery kompanie oraz kompanię tyłową. Kompania piechoty czasu wojny liczyła około 240 żołnierzy i 4–5 oficerów. Na szczeblu pułku występował także pododdział karabinów maszynowych (8 km), łączności (w tym 14 konnych gońców i 21 telefonistów) i zwiadowczy (64 zwiadowców, w tym 4 kolarzy). W sumie pułk liczył około 4000 żołnierzy.
Rozformowany w 1918.

## Podporządkowanie
Lipiec 1914:
- 1 Syberyjski Korpus Armijny – Ussuryjsk[7]
  - 2 Syberyjska Dywizja Strzelców – Rasdolnoje
    - 2 Brygada Strzelców – Kraskino
      - 8 Syberyjski pułk strzelców – Barabasz